# Dick, Kerr's Ladies Football Club
Maillots

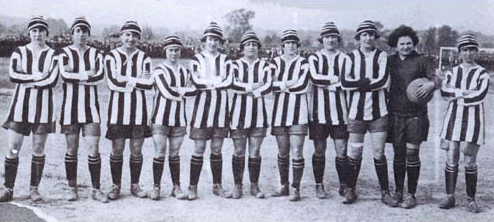
Les Dick Kerr's Ladies à Pawtucket dans le Rhode Island en 1922

Le Dick, Kerr's Ladies Football Club est un des tout premiers clubs de football féminin anglais. Entre 1917 et 1965, le club dispute 828 match pour 758 victoires et seulement 24 défaites. Le club dispute dès ses premières années ses matchs devant 4  à   50 000 spectateurs. En 1920, les Dick, Kerr's Ladies dispute un match contre l'équipe de France féminine de football et l'emportent 2 à 0 devant 25 000 spectateurs. Cette rencontre est considérée comme la première rencontre internationale de football féminin. L'équipe a rencontré une grande hostilité de la part de la Football Association, leur interdisant de jouer dans les stades appartenant aux clubs de football qui leur étaient affiliés. Cette interdiction n'a été levée qu'en 1971.

## Histoire

### Les débuts
Dick, Kerr's Ladies est créé en 1917 à Preston dans le Lancashire dans le nord de l'Angleterre comme équipe sportive de l'entreprise Dick, Kerr & Co. En pleine première guerre mondiale, il s'agit pour cette entreprise qui fabrique des munitions pour les troupes en guerre en France de favoriser la pratique sportive des femmes employées afin de maintenir un moral et donc une productivité nécessaire à l'effort de guerre. La pratique du football par les femmes est alors très mal considérée.
Pendant une période de moindre productivité en octobre 1917, les femmes travaillant à l'usine rejoignent les apprentis dans une des cours de l'entreprise pour des parties de football improvisées pendant leurs temps de pause ou de déjeuner. Après avoir battu les hommes lors d'un match, les femmes décident de former une vraie équipe sous la direction d'un des administratifs de Dick, Kerr & Co, Alfred Frankland. Dès ses premiers matchs, l'équipe attire une très grande foule. La victoire 4 à 0 contre Arundel Coulthard Factory se déroule à Deepdale le jour de noël 1917 devant 10 000 spectateurs. Parmi les joueuses se trouvent Lily Parr, qui deviendra la première femme à figurer sur le English Football Hall of Fame au musée national britannique du football,, ou encore Nellie Halstead, qui devient avant centre de l'équipe une fois sa carrière d’athlétisme terminée,.
Au sortir de la guerre l'équipe continue à disputer des matchs caritatifs, recueillant de l'argent destiné aux soins des blessés de guerre. Les joueuses étaient payées 10 shillings par match pour couvrir leurs dépenses,.

### Premier match international
Les Dick, Kerr's Ladies jouent en 1920 le tout premier match international de l'histoire du football féminin. Il s'agit d'un match disputé contre l'équipe de France. Cette équipe de France a été rassemblée par la grande Dame du sport féminin français Alice Milliat.
De retour en Grande Bretagne, après avoir livré des matchs contre Paris, Roubaix, Le Havre et Rouen, la popularité du club est au plus haut, et un match est programmé pour le 26 décembre contre leurs rivales de St Helens à Goodison Park. Le stade fait le plein et accueille 53000 spectateurs, tandis que plus de 10000 autres sont contraints de rester à l'extérieur. Il s'agit d'un record de fréquentation inégalé pendant 92 ans - jusqu'à un match aux Jeux Olympiques de 2012 opposant la Grande Bretagne au Brésil, et accueillant 70 584 spectateurs. Les recettes du match, qui s'élèvent alors à 3 000 GBP, soit environ 140 000 GBP d'aujourd'hui, sont destinées aux anciens combattants sans emploi ou handicapés. La Football Association, furieuse de cette concurrence et des flux financiers qui ne transitent pas par ses caisses, quand ils ne vont pas tout simplement alimenter des caisses finançant des causes politiques et ouvrières, et ne pouvant interdire le football féminin, trouve la solution en interdisant à ses membres de prêter leur stade à des équipes féminines. L'interdiction durera 51 ans.